# Tijdlijn van de ruimtevaart (1970-1979)
Hieronder een tijdlijn van gebeurtenissen in de ruimtevaart in de periode van 1970 tot en met 1979.

## 1970tot1979
| 11 april    | 1970 | Lancering van de Apollo 13. Nog voor de Apollo 13 bij de maan arriveert, doet zich een explosie voor van een zuurstoftank. De voorraden elektriciteit en watervoorraad van het ruimteschip zijn nog maar zeer beperkt, en de maanlanding is niet meer haalbaar. De bemanning verhuist tijdelijk naar de LM (de maanlander), en blijven daar tot vlak voor de terugkeer naar de aarde. James Lovell, Fred Haise en John Swigert keren veilig terug na een vlucht van bijna zes dagen. Lovell schrijft later een boek over deze vlucht, genaamd Lost Moon. Dit boek wordt in 1995 verfilmd (Apollo 13). |
| 20 sep      | 1970 | De Russische Loena 16 delft het eerste maanbodemmonster, genomen door een robotverkenner. Vier dagen later levert het vaartuig de 100 gram maangrond veilig af op Aarde via een terugkeercapsule. |
| 15 december | 1970 | De Russische Venussonde Venera 7 voert de eerste geslaagde zachte landing uit op een andere planeet. |
| 31 januari  | 1971 | Ruimtereis van Alan Shepard, Edgar Mitchell en Stuart Roosa. In de Apollo 14 reizen ze naar de maan en landen in de "Fra Mauro"-krater. (5/2-1971). Met 42,9 kg maanmateriaal keren ze terug. |
| 26 juli     | 1971 | Op 30 juli 1971 landt Apollo 15 in de "Hadley-vlakte" op de maan (26 juli gelanceerd). De astronauten David Scott, Jim Irwin en Al Worden keren met 77,4 kg maanstenen terug op aarde. Het is de vierde keer dat er mensen op de maan zijn. Tijdens hun verblijf aldaar van 67 uur, een record, rijden zij een kwartiertje rond in een elektrisch aangedreven maanjeep. In 1972 zullen er nog twee reizen naar de maan volgen. Daarna wordt dit project wegens geldgebrek gestopt. |
| 13 november | 1971 | De Amerikaanse verkenner Mariner 9 is de eerste kunstmaan rond Mars. Eerdere verkenners vlogen de rode planeet slechts voorbij. |
| 2 december  | 1971 | Op 2 december 1971 voert de Russische Marssonde Mars 3 de eerste zachte landing uit op Mars. Radiocontact ging na korte tijd verloren, waarschijnlijk door zware zandstorm. |
| 2 maart     | 1972 | De ruimtesonde Pioneer 10 wordt gelanceerd. Hoofddoel van de missie is een bezoek aan de planeet Jupiter. |
| 16 april    | 1972 | Apollo 16 landt op 20 april 1972 in het Descartes-hooggebergte op de maan. John Young, Charles Duke en Tom Mattingly keren terug met 95,5 kg bodemmonsters. |
| 7 december  | 1972 | Op 11 december 1972 landen Eugene Cernan, Harrison 'Jack' Schmitt en Ron Evans met de Apollo 17 voorlopig voor de laatste maal op de maan. Van het hooggebergte "Taurus-Littrow" verzamelen zij 115 kg aan bodemmonsters. |
| 14 mei      | 1973 | De tot "Skylab" (ruimtestation) omgebouwde derde trap van een "Saturnus V"-raket wordt in een goede baan om de aarde gebracht op ruim 400 kilometer hoogte. Hij loopt tijdens de lancering schade op, doordat een zonnepaneel volledig verloren gaat en een ander blijft vastzitten, terwijl ook een hitteschild verloren gaat. Het eerste (VS) ruimtestation is in een baan om de aarde. Het zal zes jaar zijn omlopen maken. |
| 25 mei      | 1973 | C. Conrad Jr., P.J. Weitz en J.P. Kerwin verblijven bijna een maand in ruimtestation "Skylab". Met veel moeite en inventiviteit slagen zij erin de euvels zo goed mogelijk te verhelpen (zie 14/5-1973), zodat 90 % van het wetenschappelijk programma kan worden afgewerkt. |
| 28 juli     | 1973 | A.L. Bean, J.R. Lousma en O.K. Garriot maken deel uit van de tweede "Skylab"-bemanning. Ook tijdens deze vlucht maken zij ruimtewandelingen. Na 59 dagen keert deze bemanning terug van hun verblijf in het ruimtestation. |
| 16 november | 1973 | De astronauten G.P. Carr, W.R. Pogue en E.G. Gibson verblijven 84 dagen aan boord van het ruimtestation "Skylab". Er worden 1563 uur aan wetenschappelijk werk besteed. Het is de tot nu toe de langste bemande ruimtevlucht. Dit zal de laatste Skylab-bemanning zijn want het ruimtelaboratorium is in een neerwaartse spiraal terechtgekomen en zal binnenkort neerstorten. Pogingen om het in een hogere baan te krijgen zijn technisch bijna onmogelijk en duur. |
| 3 december  | 1973 | Op een afstand van 130.000 kilometer maakt Pioneer 10 de eerste close-up-foto's van Jupiter en zijn omringende manen. |
| 29 maart    | 1974 | De Amerikaanse sonde Mariner 10 bezoekt als eerste ruimtevaartuig Mercurius, na op 5 februari langs Venus te zijn gevlogen. Op 21 september 1974 en 16 maart 1975 vloog de sonde nogmaals langs Mercurius, voordat de brandstof opraakte. |
| 30 augustus | 1974 | Lancering van de eerste Nederlandse satelliet, de ANS |
|             | 1975 | In Europa wordt de ESA (European Space Agency) opgericht. |
| 15 juli     | 1975 | Apollo 18 en Sojoez 19 worden gelanceerd voor een rendez-vous in de ruimte op 17 juli. Deze verloopt vlekkeloos. |
| 20 juli     | 1976 | De Viking 1 landt op Mars. |
| 20 augustus | 1977 | De Amerikanen lanceren de ruimtesonde Voyager 2 die de planeten Jupiter, Saturnus, Uranus en Neptunus nader gaat bestuderen. Zestien dagen later wordt de Voyager 1 gelanceerd die alleen Jupiter en Saturnus zal bezoeken. |
| 20 januari  | 1978 | De onbemande Russische Progress 1 voert de eerste onbemande vrachtvlucht uit naar een ruimtestation. |
| 11 juli     | 1979 | Eerder dan verwacht valt het Amerikaanse ruimtestation Skylab in brokstukken neer in de Indische Oceaan en het zuidwesten van Australië. |
| 24 dec.     | 1979 | Vanaf het Centre Spatial Guyanais bij Kourou wordt met succes de eerste Ariane-raket gelanceerd. De Ariane-raket maakt de Europese landen onafhankelijk van de Amerikaanse lanceercapaciteit. Afgezien daarvan blijkt het in de loop der jaren een technisch en commercieel succes te zijn. |